# سيلفيا ملكة السويد
الملكة سيلفيا (بالسويدية: Silvia)‏ (23 ديسمبر 1943 -)، ملكة السويد القرينة منذ (1976) ، و والدة ولية العهد الأميرة فيكتوريا.

## حياتها
هي الابنة الوحيدة ل«والثر سوميرلاث» النصف ألماني والنصف سويدي والذي أصبح رئيس فرع البرازيل لمصنعي قطع الفولاذ السويديين، ووالدتها هي «بوهلر أوديهولم» المولودة في البرازيل. ولدت في هايدلبرغ بألمانيا أثناء الحرب العالمية الثانية، وانتقلت عائلتها بعد الحرب إلى البرازيل حيث نشأت في ساو باولو بين عامي 1947 و1957 بعدها عادت عائلتها إلى ألمانيا.

## حياتها المهنية
قبل زواجها من ملك السويد كانت تعمل في القنصلية الأرجنتينية في ميونخ، وعملت في دورة الألعاب الأولمبية الصيفية 1972 في ميونخ، كما عملت كمديرة التشريفات في دورة الألعاب الأولمبية الشتوية 1976 في إنسبروك بالنمسا، كما عملت لوقت قصير «كمضيفة طيران». وهي تتكلم ست لغات، هي السويدية والألمانية والبرتغالية والإسبانية والإنجليزية، كما أنها تستطيع التحدث بلغة الإشارة مع الصم.

## الزواج
التقت أثناء دورة الألعاب الأولمبية الصيفية 1972 بولي عهد السويد الأمير كارل غوستاف حيث انجذب لها الأمير، وبعد وفاة الملك غوستاف السادس أدولف في 15 سبتمبر 1973 واعتلاء الأمير كارل غوستاف للعرش في 19 سبتمبر من ذات العام، أعلنا عن خطبتهما في 12 مارس 1976 وتزوجا بعد ذلك بثلاثة أشهر في 19 يونيو في كاتدرائية ستوكهولم، وكان أول زواج ملكي أثناء فترة الحكم منذ عام 1797، وكان الملك كارل لو تزوج أثناء فترة حكم جده فمن المحتمل أنه سوف يفقد ولاية العرش بسبب عقليته بأن العائلة الملكية يجب أن تتزوج من عائلة ملكية، لهذا انتظر لبعد وفاته واستلامه العرش. وقد أنجبا:
- الأميرة فيكتوريا، ولي عهد السويد ودوقة واسترغوتلاند (ولدت عام 1977).
- الأمير كارل فيليب، دوق فارملاند (ولد عام 1979).
- الأميرة مادلين، دوقة هالسينغلاند وغاستركلاند (ولدت عام 1982).

## روابط خارجية
- سيلفيا ملكة السويد على موقع IMDb (الإنجليزية)
- سيلفيا ملكة السويد على موقع الموسوعة البريطانية (الإنجليزية)
- سيلفيا ملكة السويد على موقع مونزينجر (الألمانية)
- سيلفيا ملكة السويد على موقع قاعدة بيانات الفيلم (الإنجليزية)